# 加藤翔
加藤 翔（かとう めぐる、1983年1月20日 - ）は、福岡県出身の元俳優。ダブルアップエンタテインメントに所属していた。
身長186cm。体重66kg。趣味は登山、ギター、読書、音楽鑑賞。特技はビリヤード、バレーボール。

## 出演

### 映画
- ハプニング 〜生存者0〜（2008年） - 山本明 役
- 今日からヒットマン（2009年） - 清水 役
- ×ゲーム（2010年） - 吉池哲也 役
- 十三人の刺客（2010年） - 明石藩士 役
- クロサワ映画（2010年） - ダーツBARの店員 役
- 極悪人（2011年） - 主演：宇治野恭吾 役
- ガチバンシリーズ - 中島玉彦 役
  - ガチバン アルティメイタム（2011年）
  - ガチバン エクスペンデット（2013年）
- 不良少年 3000人の総番（アタマ）（2012年） - 伊沢弘志 役
- ドーベルマン（2012年） - 吉田裕介 役
- アラグレ（2012年） - 幹部 役
- 東京トワイライト（2013年） - 向井 役
- MOON DREAM ムーン・ドリーム（2013年） - シンヤ 役
- 土竜の唄 潜入捜査官REIJI（2014年） - 数奇矢会の若衆 役
- ST 赤と白の捜査ファイル（2015年） - ブラック 役

### テレビドラマ
- ヤンキー君とメガネちゃん 第7話（2010年） - 春日部 役
- QP（2011年） - 物部 役
- 金曜プレステージ 西村京太郎サスペンス 十津川刑事の肖像 第5作（2012年） - 岩下徹男 役
- STAND UP!ヴァンガード（2012年） - 青年団 役
- シュガーレス（2012年） - 不良の幹部 役
- ワイルド・ヒーローズ 第1・2話（2015年） - 刑事 役
- 警視庁捜査一課9係 第8話（2015年） - 尾上貴之 役
- 初森ベマーズ 第10話（2015年） - 中島玉彦 役
- マジすか学園0 木更津乱闘編（2015年）
- 嫌われる勇気（2017年） ‐ 尾崎透 役

### オリジナルビデオ
- ガチバンシリーズ - 中島玉彦 役
  - ガチバンII 最凶決戦（2008年）
  - ガチバンIII 武闘宣戦（2009年）
  - ガチバンIV 最狂戦争（2009年）
  - ガチバンV 竜虎炎上（2009年）
  - ガチバンVI 野獣降臨（2009年）
- 極秘潜入捜査官 D.D.T.（2011年） - 神崎 役

### 舞台
- 幕末義侠伝〜CHUJI〜（2008年）
- 新宿駅 〜恋のカーニバル〜（2009年） - 島田右近 役

| スタブアイコン | サブスタブ | この項目は、まだ閲覧者の調べものの参照としては役立たない、俳優（男優・女優）に関連した書きかけの項目です。この項目を加筆・訂正などしてくださる協力者を求めています（P:映画/PJ芸能人）。 |